# Pakubuwono VI
Pakubuwono VI, noto anche come Pakubuwana VI (Surakarta, 26 aprile 1807 – Ambon, 2 giugno 1849), è stato un sovrano indonesiano.
Fu sunan di Surakarta dal 1823 al 1830.

## Biografia
Nato Sinuhun Bangun Tapa, era figlio di Pakubuwono V e della regina Sasrakusuma, discendente di Ki Juru Martani.
Salito al trono dopo la morte del padre nel 1823, Pakubuwono VI si dimostrò da subito uno strenuo sostenitore della lotta armata condotta dal principe Diponegoro che dal 1825 si era ribellato al sultanato di Yogyakarta ed al governo delle Indie orientali olandesi; tuttavia Pakubuwono VI come sovrano era vincolato da un accordo preciso di alleanza con l'Olanda e cercò in tutti i modi di mantenere segreta questa sua alleanza, sovente tramite l'utilizzo di un codice cifrato.
Il principe Diponegoro riuscì addirittura ad infiltrarsi nel palazzo reale di Surakarta per negoziare con Pakubuwana VI, con l'accordo di far finta di attaccarsi a vicenda; durante la guerra contro il principe Diponegoro, Pakubuwana VI dovette anche fingere di sostenere gli olandesi in una guerra che sempre più aveva le caratteristiche di una vera e propria farsa.

### L'arresto e la deposizione
Quando infine gli olandesi riuscirono a sconfiggere il principe Diponegoro il 28 marzo 1830, i loro sospetti sulla figura di Pakubuwana VI e sulla sua ambiguità nel conflitto si fecero sempre più marcati, in particolare perché lo stesso sovrano indonesiano aveva rifiutato di cedere alcune zone di Surakarta in amministrazione ai coloni olandesi.
Gli olandesi dovevano però trovare un pretesto autentico per arrestare Pakubuwana VI e per questo arrestarono il suo consigliere di stato, Mas Pajangswara (padre di Ranggawarsita) per interrogarlo ma questi, anche di fronte alle pesanti torture degli olandesi, non rivelò mai la relazione segreta di Pakubuwana VI col principe Diponegoro ed alla fine giunse a morire a seguito delle brutali torture subite.
Pur senza delle prove concrete, gli olandesi arrestarono Pakubuwana VI e lo posero agli arresti presso Ambon dove giunse l'8 giugno 1830, con la falsa motivazione che Mas Pajangswara aveva fatto trapelare tutto, ed ora viveva comodamente a Batavia. Questa diffamazione, sebbene mai comprovata all'epoca, avrà invece in seguito pesanti ricadute nei rapporti tra il figlio di Pakubuwana VI, Pakubuwana IX, ed il figlio di Mas Pajangswara, Ranggawarsita, con scambi di accuse reciproche.
Pakuwuwana IX era ancora nel grembo materno quando Pakubuwana VI partì per l'isola di Ambon e pertanto il trono di Surakarta passò nelle mani dello zio di Pakubuwana VI, Pakubuwana VII.
Pakubuwana VI morì ad Ambon il 2 giugno 1849. Secondo i rapporti ufficiali olandesi, questi morì a causa di un incidente durante una crociera in mare, ma la sua posizione di sorvegliato speciale accese da subito il mistero. A partire dal 1957, il corpo di Pakubuwana VI venne trasferito da Ambon ad Astana Imogiri, ovvero al complesso di sepoltura della famiglia dei discendenti dei Mataram. Quando la tomba venne scavata, venne trovata la prova che il cranio di Pakubuwana VI aveva un foro in fronte, comparabile con le dimensioni di un foro di proiettile di un fucile Baker in uso presso l'esercito olandese. A giudicare dalla posizione del foro, era impossibile che Pakubuwana VI si fosse suicidato ed era quindi da escludere anche l'idea di un incidente di navigazione.
Pakubuwana VI è stato dichiarato dal governo della Repubblica di Indonesia col titolo di eroe nazionale con decreto del Presidente della Repubblica di Indonesia N. 294 del 17 novembre 1964.